# 1799 en France
Chronologie de la France
- 1795
- 1796
- 1797
- 1798
- 1799
- 1800
- 1801
- 1802
- 1803

Cette page concerne l'année 1799 du calendrier grégorien.

## Événements
- 25 janvier (6 Pluviôse an VII) : 3 ans après la fin de la Guerre de Vendée, le séisme de 1799 dans le Marais breton-vendéen dévaste la région[1].
- 6 février : forte crue de la Seine qui atteint 7,65 mètres à Paris[2].
- 12 mars : la France déclare la guerre à l'Autriche[3].

- 9-16 avril (20-27 germinal an VII)[4] : les élections de germinal an VII se déroulent dans un climat d'inquiétude (déflation, conscription, réorganisation fiscale, insécurité, guerre). Elles sont défavorables aux triumvirs (Barras, La Révellière-Lépeaux, Reubell). Les Conseils valident les élections[5].

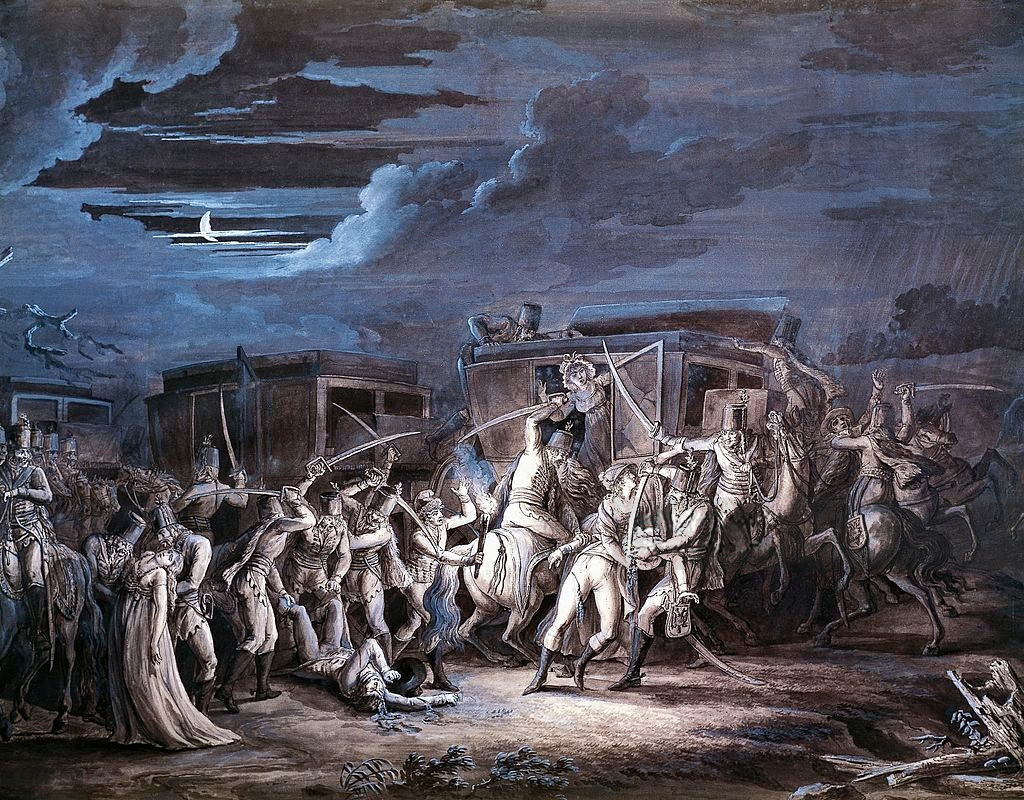
Assassinat des diplomates français à Rastatt. Gravure du XIXe siècle.

- 28 avril : assassinat des diplomates français lors du second congrès de Rastatt en Allemagne[6].

- 17 mai : échec de Bonaparte devant Saint-Jean-d'Acre[7].
- 20 mai (1er prairial an VII) : Sieyès, partisan d'une révision de la constitution, remplace Reubell au Directoire[5].

- 18 juin : Journée du 30 prairial an VII. Du 16 au 20 juin, sous la pression des assemblées, Treilhard est éliminé parce qu'il est élu Directeur moins d'un mois après sa sortie du conseil des Cinq-Cents ; La Révellière-Lépeaux et Merlin de Douai démissionnent pour couper court à des accusations de trahison et de concussion. Ducos, Moulin et Gohier les remplacent. La majorité se fonde sur l'alliance de républicains modérés et de Jacobins[5].
- 27 juin (9 messidor an VII) :
  - appel de conscrits et suppression du remplacement[5].
  - emprunt obligatoire sur les riches[5].
- 6 juillet : création de la « Réunion des Amis de la Liberté et de l'Égalité » ou club du Manège, club politique néo-jacobin à Paris[8].
- 12 juillet (24 messidor an VII) : loi des otages : des otages seront choisis dans chaque département pour répondre des rébellions ; des parents d'émigrés ou de rebelles sont déportés en réponse à l'assassinat d'un fonctionnaire, d'un militaire ou d'un acquéreur de biens nationaux)[5].
- 14 juillet (26 messidor an VII) : pour l'anniversaire de la prise de la Bastille, le général Jourdan porte un toast « à la résurrection des piques »[8].
- 20 juillet (2 thermidor an VII) : remaniement ministériel ; Cambacérès, ministre de la justice, Fouché ministre de la police, Lindet ministre des finances, Reinhard ministre des Affaires étrangères[8].
- 25 juillet : bataille d'Aboukir[7].

- 5-6 août (18-19 thermidor an VII) : une insurrection royaliste éclate en  dans la Haute-Garonne. Les rebelles ne réussissent pas à entrer dans Toulouse par surprise et le mouvement est réprimé dans le sang à Montréjeau le 20 août[9].
- 13 août : 
  - le Directoire rétablit le droit des visites domiciliaires par la police et déclare certains départements en « état de trouble »[10].
  - sur ordre de Sieyès, Fouché fait fermer le club du Manège[8].

- 23 août : Bonaparte quitte l'Égypte[8].

- 8 octobre (16 vendémiaire an VIII) : le chouan, Georges Cadoudal s'empare de Sarzeau[11].
- 14 octobre : les troupes royalistes de Bourmont occupent Le Mans[11]. Début de la Troisième chouannerie.

- 9 octobre : Bonaparte débarque à Fréjus[8].
- 16 octobre (24 vendémiaire an VIII) : Bonaparte regagne Paris par surprise. L'opinion est inquiète et favorable à une révision constitutionnelle renforçant l'exécutif. Les Jacobins réclament des mesures et songent à un coup d'État (Bernadotte). Sieyès, soutenu par le courant révisionniste modéré, envisage lui aussi un coup d'État. Bonaparte est pressenti[12].

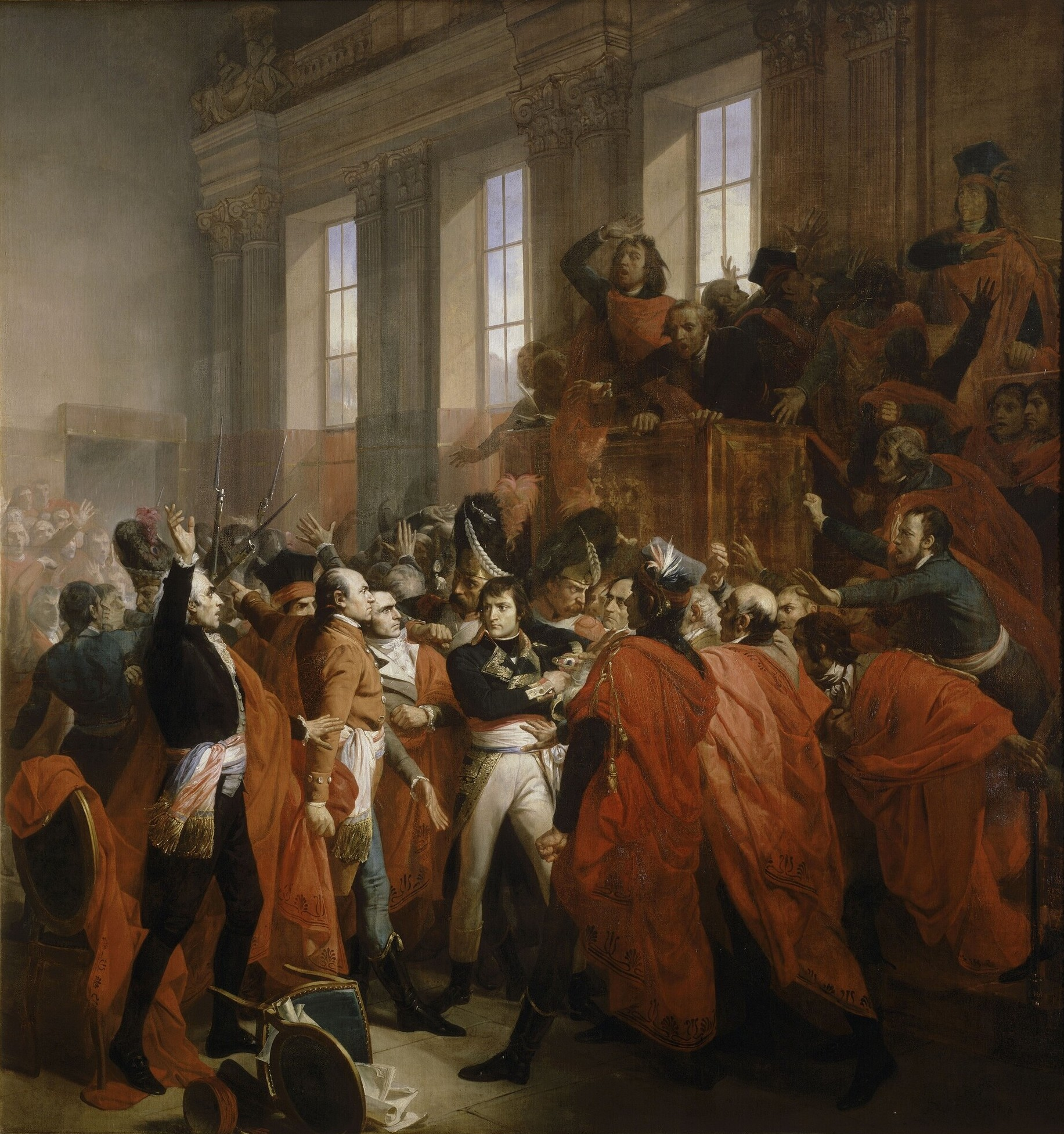
Le général Bonaparte au Conseil des Cinq-Cents, à Saint Cloud. 10 novembre 1799 François Bouchot (1840)

- 9 novembre (18 brumaire an VIII) : coup d'État du 18 Brumaire : Bonaparte renverse le Directoire, début du consulat provisoire[6]. Le Conseil des Anciens vote le transfert du Corps législatif à Saint-Cloud pour le soustraire à une tentative de complot jacobin. Bonaparte reçoit le commandement des troupes, tandis que Sieyès obtient la démission des Directeurs. L'exécutif est vacant le 18 brumaire au soir. Le 19, à Saint-Cloud, Bonaparte se présente aux Anciens, puis aux Cinq-Cents. Il est hué, menacé. Le Président des Cinq-Cents, son frère Lucien Bonaparte, prend prétexte de ces menaces pour demander l'intervention de la troupe, qui dégage la salle des séances. Le législatif est vacant, ce qui n'était pas le but des conjurés qui souhaitaient une investiture légale par le Corps législatif. Dans la nuit, on parvient à réunir quelques députés des deux chambres, qui votent la suppression du Directoire et excluent 62 députés. Ils décident la formation d'une commission législative et désignent un comité pour réviser la Constitution[12].
- 11 novembre (20 brumaire an VIII) : entrée en fonction du consulat provisoire (Sieyès, Roger Ducos, Bonaparte)[13] et établissement du gouvernement consulaire. Berthier est nommé ministre de la guerre, Laplace ministre de l’Intérieur et Gaudin ministre des Finances. Cambacérès, Fouché et Reinhard, ministres de la justice, de la police et des relations extérieures, nommés par le directoire, sont continués dans leurs fonctions[14].
- 13 novembre (22 brumaire an VIII) : la loi des otages est abrogée[14].
- 22 novembre : Talleyrand est rappelé par les consuls provisoires au département des relations extérieures et l'ingénieur Forfait est nommé ministre de la marine et des colonies[14].
- 24 novembre (3 frimaire an VIII) : réformes centralisatrices de l’an VIII. L’assiette de l’impôt et la perception sont attribuées à une administration des contributions directes (loi des 24 novembre 1799 et du 18 mars 1800)[5].
- 27 novembre : création par la loi du 6 frimaire an VIII d'une Caisse d'amortissement dirigée par Mollien pour racheter la dette publique par paliers successifs[13].
- 28-29 novembre : débarquement de la Pointe de Pen Lan[15].

- 10 décembre : la loi du 19 frimaire an VIII confirme l'adoption du système métrique[13].

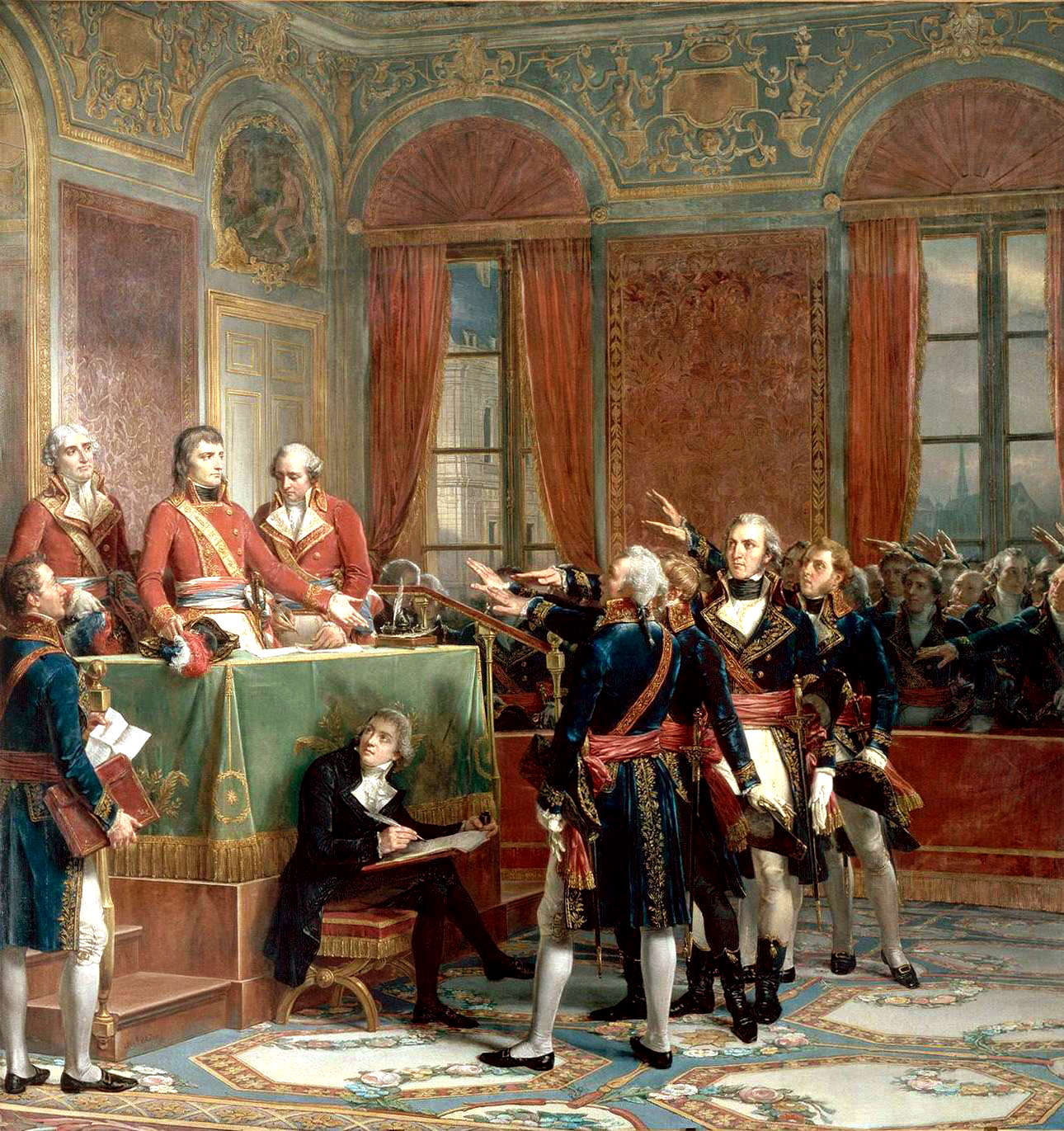
Louis-Charles-Auguste Couder : Installation du Conseil d'État au palais du Petit-Luxembourg, 25 décembre 1799. Les trois consuls reçoivent les serments des présidents, huile sur toile, 1856 (Paris, Conseil d'État)

- 13 décembre (22 frimaire an VIII) : la constitution de l'an VIII est arrêtée[16].
- 15 décembre (24 frimaire an VIII) : promulgation de la constitution de l'an VIII[13] ; début du Consulat (fin en 1804) ; Napoléon prend le pouvoir et se nomme Premier Consul.
- 18 décembre : traité de Pouancé avec les Chouans[17].
- 20 décembre : réouverture du Bal de l'Opéra à Paris. Les déguisements restent interdits ; les hommes ne peuvent y entrer qu'en habit noir et les dames en domino[13].
- 21 décembre : le tableau de David, les Sabines, est exposé dans l'ancienne Académie d'architecture du Louvre. La visite est payante[13].
- 24 décembre (3 nivôse an VIII) : la Constitution est mise en application[18]. Bonaparte demande à Sieyès de désigner les Consuls. Il n'ose pas se mettre sur la liste et choisit Bonaparte, Cambacérès et Lebrun. 3 011 077 français approuvent la Constitution par plébiscite le 7 février 1800. La Révolution est finie. Le suffrage universel est maintenu, mais réduit à l'établissement de listes de confiance, à plusieurs degrés (communales, départementales, nationales). Un Sénat est composé de 80 membres inamovibles, se cooptant à partir de listes proposées par le Premier Consul, le Corps Législatif et le Tribunat. Le Sénat veille à la constitutionnalité des lois et désigne les membres des assemblées législatives à partir de la liste de confiance nationale. L'article 24 rend légale la désignation de la majorité absolue du Sénat par Sieyès, Roger Ducos, Cambacérès et Lebrun, la cooptation n'intervenant qu'ensuite. Le pouvoir législatif est exercé par le Tribunat et le Corps Législatif, désignés par le Sénat sur la liste de confiance nationale et renouvelés par cinquième tous les ans. Le Tribunat (100 membres) discute des projets de lois et les transmet au Corps législatif (300 membres), qui vote les projets de lois sans avoir le droit de les discuter. L'exécutif est confié à trois consuls nommés pour dix ans et indéfiniment rééligibles par le Sénat (la Constitution institutionnalise le choix de Sieyès). Le second et le troisième Consul ont un pouvoir consultatif. L'essentiel de l'exécutif est donné au Premier Consul, qui promulgue les lois, possède l'initiative des lois et nomme le Conseil d'État qui rédige les projets, les ministres, les ambassadeurs, les officiers et les juges. Il est seul juge des dépenses publiques, fixe le taux et le titre des monnaies, dirige les armées et la diplomatie, mais il doit soumettre la déclaration de guerre, les négociations de paix et les traités de commerce au législatif[5].

- 25 décembre (4 nivôse an VIII) :
  - institution des armes d'honneur[13].
  - loi déclarant la liste des émigrés fermée[13].
  - Talleyrand, ministre des relations extérieures, est confirmé dans ses fonctions[19]. Lucien Bonaparte, ministre de l’Intérieur. Abrial, ministre de la Justice[20].

- 26 décembre (5 nivôse an VIII) : décret instituant en France le Conseil d'État (équivalent du conseil du Roi)[21].
- 28 décembre : proclamation des consuls de la République aux habitants de l'Ouest[20]. Fin de la grande Chouannerie.
- 29 décembre : arrêté qui ordonne l'exécution de travaux destinés à l'établissement de l'hôtel des Invalides[13].